# The Dream Chapter: Eternity
The Dream Chapter: Eternity es el segundo EP del grupo surcoreano Tomorrow X Together. Fue publicado el 18 de mayo de 2020 por Big Hit Music y Republic Records. Es la continuación de su primer álbum de estudio The Dream Chapter: Magic. El disco contiene seis canciones, incluyendo el sencillo principal «Can't You See Me?».

## Antecedentes y lanzamiento
El comeback de TXT tuvo gran anticipación después de que la banda ganara múltiples reconocimientos en premios de música coreanos de final de año, entre ellos en los Mnet Asian Music Awards, MelOn Music Awards, y Golden Disc Awards. El 28 de abril de 2020, Big Hit Entertainment anunció el lanzamiento del segundo EP de TXT, The Dream Chapter: Eternity, a través de un vídeo en su cuenta oficial de Youtube. Es una continuación de su EP debut The Dream Chapter: Star, y su primer álbum, The Dream Chapter: Magic, que forman parte de su serie «The Dream Chapter», que trata sobre historias de crecimiento. En una entrevista con la revista Billboard, TXT mencionó que:

The Dream Chapter: Star, nuestro álbum debut, trató sobre "la felicidad y la emoción de encontrar a ese alguien especial." The Dream Chapter: Magic fue acerca de nuestras aventuras mágicas, en las que nos embarcamos como un grupo de amigos. The Dream Chapter: Eternity continúa esa historia -- nuestro grupo de amigos encuentra dificultades mientras enfrentamos la realidad.

El 29 de abril, el grupo lanzó el vídeo conceptual de The Dream Chapter: Eternity. En este se presenta a los cinco miembros sentados alrededor de una mesa redonda, mientras se muestra cómo gradualmente, Soobin empieza a distanciarse del resto y se encuentra atrapado en una caja transparente; el vídeo termina con la frase «Sálvame». El 30 de abril se reveló una foto conceptual con un estilo similar al cuadro La traición de las imágenes (1929), del pintor surrealista René Magritte, en la que se muestra un juguete de peluche en mal estado con la leyenda «Esto no es un oso de peluche» en francés. Desde el 1 hasta el 4 de mayo, el grupo publicó dos versiones de las fotos conceptuales –«Port [Puerto]» y «Starboard [Estribor]»– ambas con un formato de red social. La versión «Port [Puerto]» representa «las grietas entre amigos», en tanto que la versión «Starboard [Estribor]» describe «la apariencia de chicos que anhelan la eternidad».
La lista de canciones y la carátula del álbum fueron publicadas en las redes sociales de Big Hit el 5 de mayo. El disco consiste en 6 canciones, entre ellas una adaptación del sencillo de 2014 de Light & Salt, «Fairy of Shampoo». El 7 de mayo se publicaron dos vídeos cortos de Yeonjun y Beomgyu, como inicio de la promoción del sencillo «Can't You See Me?». El día siguiente se lanzaron los vídeos individuales de Taehyun, Huening Kai y Soobin. El 11 de mayo se publicó el primer tráiler del vídeo musical del sencillo, en tanto que el segundo se lanzó el 13 de mayo. El 15 de mayo se reveló un adelanto de cada canción del disco, junto con fotos y vídeos temáticos del álbum. El disco fue publicado finalmente el 18 de mayo de 2020 junto con el vídeo musical del sencillo principal, «Can't You See Me?».
El vídeo es metafórico y representa al grupo en un ambiente oscuro, opuesto a sus vídeos musicales anteriores, y muestra el dolor de una amistad que se torna distante.

## Contenido musical
The Dream Chapter: Eternity es, temáticamente, una continuación del concepto de crecimiento de la banda y explora el lado oscuro de la juventud y la amistad. En cuanto a las letras, el álbum conceptual, trata sobre «enfrentar problemas en las relaciones», al tiempo que engloba la autorreflexión. El disco consiste en seis canciones en las que hay un rango musical diverso, con géneros como funk-pop, dream pop, trap, hip hop y R&B alternativo.
Can't You See Me es una canción Electropop, R&B y Dance, con golpes de sintetizadores, es el lead single del EP
Drama es una balada pop que abre con toques de synth-pop, dando apertura a capas de funk, dance, con una inflexión más pop, que sus vacaciones anteriores.
Maze In The Mirror es una balada-pop con toques de folk, su temática abarca sobre la ausencia de una persona y el impacto emocional que causa en otras personas, la autorreflexión personal.
Fairy of Shampoo es una canción temática disco-funk, que desprende ambientes 80, Jazz, synth-pop, habla sobre enamorarse perdidamente de una persona
Eternally es una canción inflexionada en Dance, con atmósfera House y Hard-core.

## Promoción
El 18 de mayo, unas horas antes de la publicación del álbum, el grupo tuvo una conferencia de prensa en Yes24 Live Hall, Gwangjin-gu, Seúl, que fue transmitida a través de YouTube. Posteriormente, la cadena Mnet transmitió a nivel mundial un programa especial, «Comeback Show», en el que los miembros interpretaron «Can't You See Me?» y los temas «Drama» y «Fairy of Shampoo» por primera vez.

## Recepción
En su reseña para NME, Rhian Daly le dio al álbum cuatro de cinco estrellas escribiendo: "Hasta ahora, la producción de TXT ha sido en su mayoría brillante, alegre y felizmente libre de las preocupaciones de la vida, enfocándose más en la fantasía y la diversión. Sin embargo, tomando un tacto diferente, les ha dejado un EP que, en su mayor parte, se enriquece con su abrazo a los enfrentamientos que todos atravesamos". Chris Gillett de South China Morning Post elogió la composición de la banda y declaró: "En The Dream Chapter: Eternity, el popular K-pop de cinco piezas ofrece otro conjunto sólido y variado de canciones para cantar".
Comercialmente, The Dream Chapter: Eternity debutó en el número dos en la lista de álbumes de Gaon, vendiendo más de 181.000 copias en su primera semana y dando a TXT su tercer álbum consecutivo entre los cinco primeros en Corea del Sur. El álbum encabezó la lista de álbumes Oricon de Japón en la edición de la lista con fecha del 24 de mayo de 2020, convirtiéndose en el primer éxito de la banda en el país. Además, el álbum se ubicó en la lista de álbumes mundiales de Billboard en el número cuatro y el número nueve en la lista de álbumes Heatseekers. Todas las pistas del álbum entraron en la lista World Digital Song Sales con Can't You See Me? figurando en el número dos. The Dream Chapter: Eternity fue el cuarto álbum más vendido de mayo de 2020 en Corea del Sur, vendiendo 247,153 copias físicas. En julio de 2020, el álbum recibió una certificación de platino de la Asociación de Contenido Musical de Corea (KMCA), por las 250.000 ventas del álbum, lo que le otorga a TXT su primera certificación en el país desde su debut.

## Lista de canciones
| The Dream Chapter: Eternity |                                                   | |                             |          |  |
| N.º                         | Título                                            | Letras | Música                      | Duración |  |
| 1.                          | «Drama»                                           | EL CAPITXN, Jake Torrey, Noah Conrad, Rolland "Rollo" Spreckley y Supreme Boy                                         | Noah Conrad                 | 3:30     |  |
| 2.                          | «Can't You See Me?» (세계가 불타버린 밤, 우린...) | Eric Zayne, "Hitman" Bang, Melanie Joy Fontana, Michel "Lindgren" Schulz, Naz Tokio, Slow Rabbit y Supreme Boi        | Slow Rabbit y "Hitman" Bang | 3:21     |  |
| 3.                          | «Fairy Of Shampoo» (샴푸의 요정)                  | Keeho Chang | EL CAPITXN y Slow Rabbit    | 4:27     |  |
| 4.                          | «Maze in the Mirror» (거울 속의 미로)             | Adora, Beomgyu, Hueningkai, Slow Rabbit, Soobin, Taehyun y Yeonjun                                                    | Beomgyu y Slow Rabbit       | 3:46     |  |
| 5.                          | «PUMA» (동물원을 빠져나온 퓨마)                   | Julia Ross, Krysta Youngs, Melanie Joy Fontana, Michel "Lindgren" Schulz, Sam Klempner, Slow Rabbit y Supreme Boi     | Sam Klempner                | 3:26     |  |
| 6.                          | «Eternally»                                       | Alina Paulsen, Chris Brenner, Danke, Frants, "Hitman" Bang, Pauline Skott, Peter St. James, Slow Rabbit y Supreme Boi | Frants                      | 3:37     |  |
| 21:55                       |                                                   | |                             |          |  |

## Personal
Créditos adaptados de NetEase Music y Tidal.
- Yeonjun - coros (pista 1, 5)
- Soobin - coros (pista 1-2)
- Beomgyu - intérprete asociado (pista 4), arreglista de grabación (pista 4)
- Taehyun - coros (pista 1)
- Huening Kai - coros (pista 2)
- Jake Torry - coros (pista 1)
- Melanie Joy Fontana - coros (pista 2, 5)
- Loren Smith - coros (pista 3)
- Greg Whipple - coros (pista 3)
- Durell Anthony - coros (pista 3)
- Adora: coros (pista 4, 6), arreglo vocal (pista 4, 6), edición digital (pista 4), ingeniero de grabación (pista 4, 6)
- Julia Ross - coros (pista 5)
- Supreme Boi - coros (pista 5), arreglos vocales (pista 5), edición digital (pista 5)
- Ruuth - coros (pista 6)
- Slow Rabbit: arreglo vocal (pista 1-2, 4-6), teclado (pista 2, 4-5), sintetizador (pista 2, 4-6), edición digital (pista 1-2, 6), ingeniero de grabación (pista 1-2, 4-6), intérprete asociado (pista 2-4), arreglista de grabación (pista 2-4)
- El Capitxn - arreglo vocal (pista 3), teclado (pista 1, 3), sintetizador (pista 1, 3), edición digital (pista 3), ingeniero de grabación (pista 3), intérprete asociado (pista 3), arreglista de grabación (pista 3)
- Frants: arreglo vocal (pista 6), teclado (pista 6), sintetizador (pista 6), edición digital (pista 6)
- Rosaleen Rhee - intérprete (pista 3)
- Duane Benjamin - arreglo vocal de fondo (pista 3)
- Pauline Skött - arreglo vocal adicional (pista 6)
- Noah Conrad - arreglo vocal (pista 6), sintetizador (pista 1), intérprete asociado (pista 1), arreglista de grabación (pista 1)
- "Hitman" Bang - intérprete asociado (pista 2), arreglista de grabación (pista 2)
- Sam Klempner - intérprete asociado (pista 5), arreglista de grabación (pista 5)
- Young - guitarra (pistas 1-2, 4, 6)
- Choi Hyun-jong - guitarra (pista 1)
- Jeon Seung-hoon - bajo (pista 3)
- Jo Jung-hyun - trompeta (pista 3), flagelhorn (pista 3)
- N/A - bajo (pista 4)
- Sam Klempner - teclado (pista 5), sintetizador (pista 5), batería (pista 5)
- Ghstloop - edición digital (pista 1)
- Kim Cho-rong - ingeniero de grabación (pistas 1, 4, 6)
- Kim Ji-yeon - ingeniero de grabación (pista 1, 3-6)
- Noah Conrad - ingeniero de grabación (pista 1)
- Jung Woo-yeong - ingeniero de grabación (pista 2-5)
- Michel "Lindgren" Schulz - ingeniero de grabación (pista 2, 5)
- Erik Reichers - ingeniero de grabación (pista 3)
- Yang Ga - mezclador (pista 1, 6)
- Phil Tan - mezclador (pista 2)
- Héctor Castillo - mezclador (pista 3)
- Bill Zimmerman - asistente de mezcla (pista 2)
- Carlos Imperatori - asistente de mezcla (pista 3)
- Park Jin-se - mezclador (pista 4)
- Jaycen Joshua - mezclador (pista 5)
- Jacob Richards - asistente de mezcla (pista 5)
- Mike Seaberg - asistente de mezcla (pista 5)
- DJ Riggins - asistente de mezcla (pista 5)
- Chris Gehringer - ingeniero de masterización (pista 1-6)

## Reconocimientos

### Premios en programas de música
| Canción             | Programa            | Fecha              | Ref.   |
| ------------------- | ------------------- | ------------------ | ------ |
| «Can’t You See Me?» | The Show (SBS MTV)  | 26 de mayo de 2020 | [ 43 ] |
| «Can’t You See Me?» | Show Champion (MBC) | 27 de mayo de 2020 | [ 43 ] |

## Posicionamiento en listas
| Lista (2020)                                  | Mejor posición |
| --------------------------------------------- | -------------- |
| Lituania Lithuanian Albums (AGATA)            | 90             |
| Japón Japanese Albums (Oricon)                | 1              |
| Polonia (ZPAV)                                | 8              |
| Corea del Sur South Korean Albums (Gaon)      | 2              |
| Estados Unidos Heatseekers Albums (Billboard) | 9              |
| Estados Unidos World Albums (Billboard)       | 4              |

| Lista (2020)                             | Mejor posición |
| ---------------------------------------- | -------------- |
| Corea del Sur South Korean Albums (Gaon) | 4              |

| Lista (2020)                             | Mejor posición |
| ---------------------------------------- | -------------- |
| Japón Japanese Albums (Oricon)           | 81             |
| Corea del Sur South Korean Albums (Gaon) | 28             |

## Historial de lanzamiento
| Región | Fecha              | Formato                     | Discográfica     | Ref.  |
| ------ | ------------------ | --------------------------- | ---------------- | ----- |
| Varios | 18 de mayo de 2020 | Descarga digital, streaming | Republic         | [ 1 ] |
| Varios | 18 de mayo de 2020 | CD                          | Big Hit, Dreamus | [ 1 ] |